# رابی هوول
رابی هوول (به انگلیسی: Raby Howell) بازیکن فوتبال زادهٔ ۱۲ اکتبر ۱۸۶۹ اهل کشور انگلستان که سابقهٔ بازی در تیم ملی فوتبال انگلستان را در کارنامهٔ خود دارد. وی در تاریخ ۹ مارس ۱۸۹۵ نخستین بازی ملی خود را در مقابل تیم ملی فوتبال ایرلند انجام داد و با حضور در ۲ بازی ملی، در تاریخ ۸ آوریل ۱۸۹۹ واپسین بازی ملی‌اش را در برابر تیم ملی فوتبال اسکاتلند برگزار کرد.
این بازیکن توانسته در بازی‌های ملی، ۱ گل به ثمر برساند.